# Fuentidueña de Tajo
Fuentidueña de Tajo es un municipio español situado en el extremo suroriental de la Comunidad de Madrid, en la linde con las provincias de Toledo y Cuenca. El término municipal, atravesado por el río Tajo y ubicado en las comarcas de Las Vegas y la Alcarria de Chinchón, tiene una población de 2328 habitantes (INE 2024).

## Toponimia
El pueblo podría tomar su nombre de la Fuente Salobre, también llamada Fuente de la Dueña, denominada así porque se encontraba bajo el dominio de Doña Urraca, su dueña. El manantial se encuentra situado en la parte trasera de la iglesia parroquial, a los pies del castillo.

## Geografía

### Ubicación
Ubicado en la comarca de Las Vegas, se encuentra a  65 km de Madrid por la autovía A3, que une Madrid con Valencia. Limita con las localidades madrileñas de Estremera, Valdaracete, Villarejo de Salvanés y Villamanrique de Tajo y, hacia el sur, con la población toledana de Santa Cruz de la Zarza y la conquense de Zarza de Tajo.
El río Tajo atraviesa su término y configura una profunda depresión, que da lugar a una altitud media de 562 m, con un mínimo de 467 m, la segunda más baja de la Comunidad de Madrid, después de la de Villa del Prado (430 m).

### Clima
Fuentidueña de Tajo, como la gran mayoría de la provincia de Madrid, tiene un clima mediterráneo continental caracterizado por tener una estación seca y calurosa correspondiente a los meses de verano, un invierno frío y seco y dos estaciones (primavera y otoño) con temperaturas suaves y en las que se concentran las lluvias.
Existe una variación media de temperaturas de 21 °C, entre el mes más frío que es enero y el más caluroso, julio. La media de temperatura anual es de 14,2 °C.
Las precipitaciones se sitúan entre los 400 a 500 mm anuales, siendo muy escasas en verano llegando en ocasiones a transcurrir varios meses con una sequía absoluta, lo que condiciona la vegetación que está especialmente adaptada a estas condiciones.

## Naturaleza
Existen tres ecosistemas: acuático, representado por las aguas del río Tajo y de los arroyos que en él desembocan; de ribera, formado por la vegetación de las orillas del Tajo y el estepario, que corresponde a la vega y los escarpes más elevados.
- Ecosistema acuático: está formado por el agua del río y por la fauna y la vegetación que en él se desarrolla. Existen plantas acuáticas que se desarrollan enteramente dentro del agua como las algas y otras que solamente tienen las raíces sumergidas y emergen del agua sus tallos y hojas, como los carrizos y la espadaña; otras plantas que también crecen cerca del agua de modo que sus raíces puedan alcanzar la capa freática son los juncos. Todas estas plantas constituyen la llamada vegetación palustre en la que se desarrollan varias especies de aves como los carriceros, escribanos, lavanderas, autillos, el ánade real y la polla de agua. Entre los invertebrados de este ecosistema se encuentran las libélulas y los caballitos del diablo. Los reptiles que pueden encontrarse son la culebra de collar y el galápago leproso, tanto en el río como en los arroyos y charcas que en él desaguan; entre los anfibios encontramos el sapo común y la rana. Los peces que más abundan son: el barbo, la carpa, el lucio y la perca americana entre los de talla mayor y el gobio y la gambusia entre los de talla pequeña, esta última ha sido introducida para combatir las larvas de mosquito. También ha sido introducido el cangrejo rojo, o americano.
- Ecosistema de ribera: formado por el bosque de ribera de las orillas del río Tajo y la fauna que en él se desarrolla. Las árboles más comunes son los sauces, álamos, fresnos y tarayes. Entre las aves, encontramos la paloma torcaz, la tórtola, la urraca y la graja. Hay mamíferos como el erizo, el conejo y el zorro.
- Ecosistema estepario: se da en las zonas de la vega, en los cerros yesíferos más elevados y en los valles entre los cerros. La vegetación es escasa predominando el esparto y los tomillos junto con encinas aisladas. Las tierras llanas se utilizan para cultivos de secano, fundamentalmente cereales. Entre la fauna destacan las especies de caza como la perdiz y la liebre y aves como la alondra.

Parte del término municipal de Fuentidueña se encuentra dentro del área de la red Natura2000 en la zona especial de conservación de la Comunidad de Madrid: LIC/ZEC Vegas, Cuestas y Páramos del Sureste de Madrid

## Historia

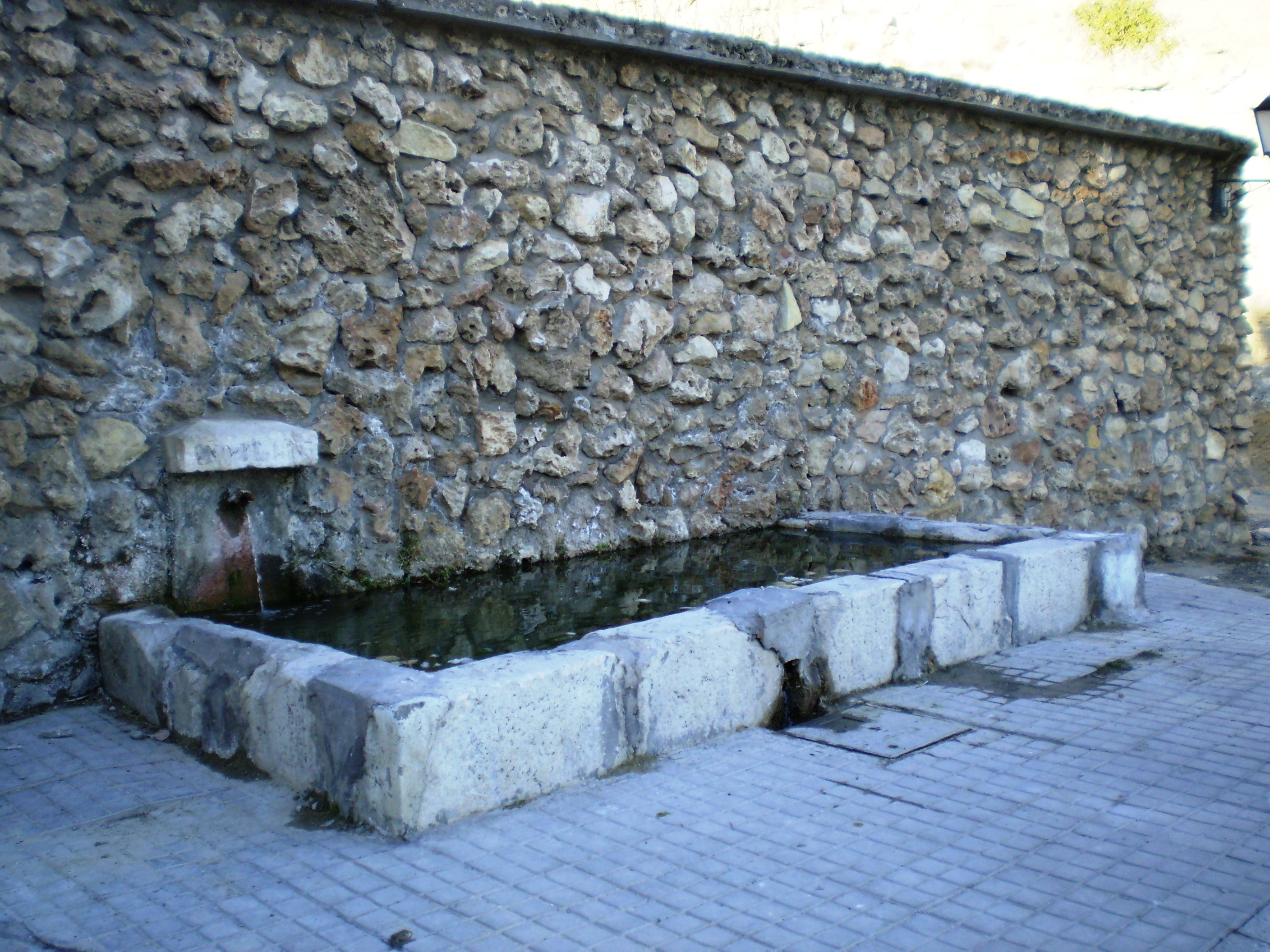
La Fuente Salobre o de la Dueña da nombre al pueblo.

En Fuentidueña de Tajo se han encontrado vestigios prehistóricos y romanos, que informan de la existencia de asentamientos humanos mucho antes de su fundación medieval. En la Alta Edad Media, surgió un núcleo urbano alrededor del castillo de la Alfariella o de la Alarilla, hoy desaparecido, que cobró una gran importancia militar durante la dominación árabe.
En la Baja Edad Media, otro castillo, denominado antiguamente de Santiago y en la actualidad conocido como Torre de los Piquillos, se destacó como enclave estratégico en el avance de los reinos cristianos sobre el Al-Ándalus, durante la Reconquista. Esta fortaleza dependía de la Orden de Santiago.

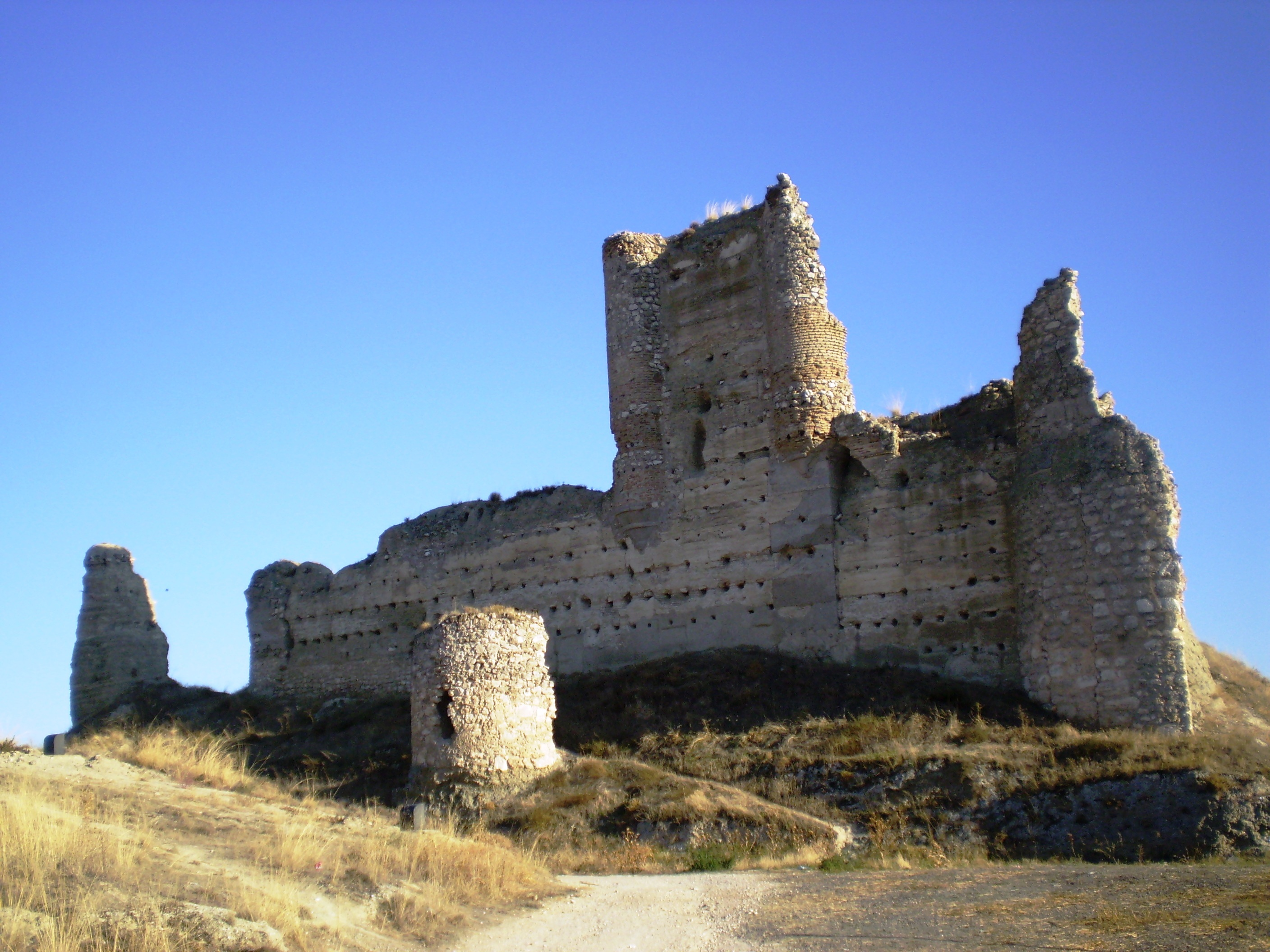
Ruinas del castillo de Santiago o Torre de los Piquillos, que dependía de la Orden de Santiago.

La Reconquista se desarrolló en varias fases. El rey Alfonso VI conquistó el castillo de la Alarilla en 1085 y en 1212, Alfonso VIII consolidó la plaza, tras su triunfo en la decisiva batalla de las Navas de Tolosa, que permitió la expansión cristiana hacia el sur peninsular. En 1328, el pueblo, llamado entonces Fuentidueña de Ocaña (por su vinculación jurisdiccional con el arciprestazgo de esta localidad toledana), recibió fueros. Fuentidueña de Tajo forma parte de la Cañada Real Soriana Oriental y perteneció a la antigua comarca de la Cuesta de las Encomiendas, surgida al amparo de la orden militar de la Encomienda Mayor de Castilla de la Orden de Santiago, a la que históricamente estuvo vinculado. El castillo de Santiago, en estado ruinoso, recuerda la importancia defensiva alcanzada por la población durante la Reconquista.
La villa pasó a formar parte de la provincia de Madrid en 1833, en el contexto de la reforma impulsada por Javier de Burgos, mediante la cual se dividió a España en provincias.
La localidad celebra una de las fiestas más singulares de la Comunidad de Madrid: la Embarcación de Nuestra Señora la Virgen de Alarilla, que se lleva celebrando desde hace más de cien años. Además fue declarada de Interés Turístico por la Comunidad de Madrid el 16 de noviembre de 2001.

## Demografía
Cuenta con una población de 2328 habitantes (INE 2024).
| Gráfica de evolución demográfica de Fuentidueña de Tajo entre 1842 y 2021                                             |
| |
| Población de derecho según los censos de población del INE. Población de hecho según los censos de población del INE. |

## Economía

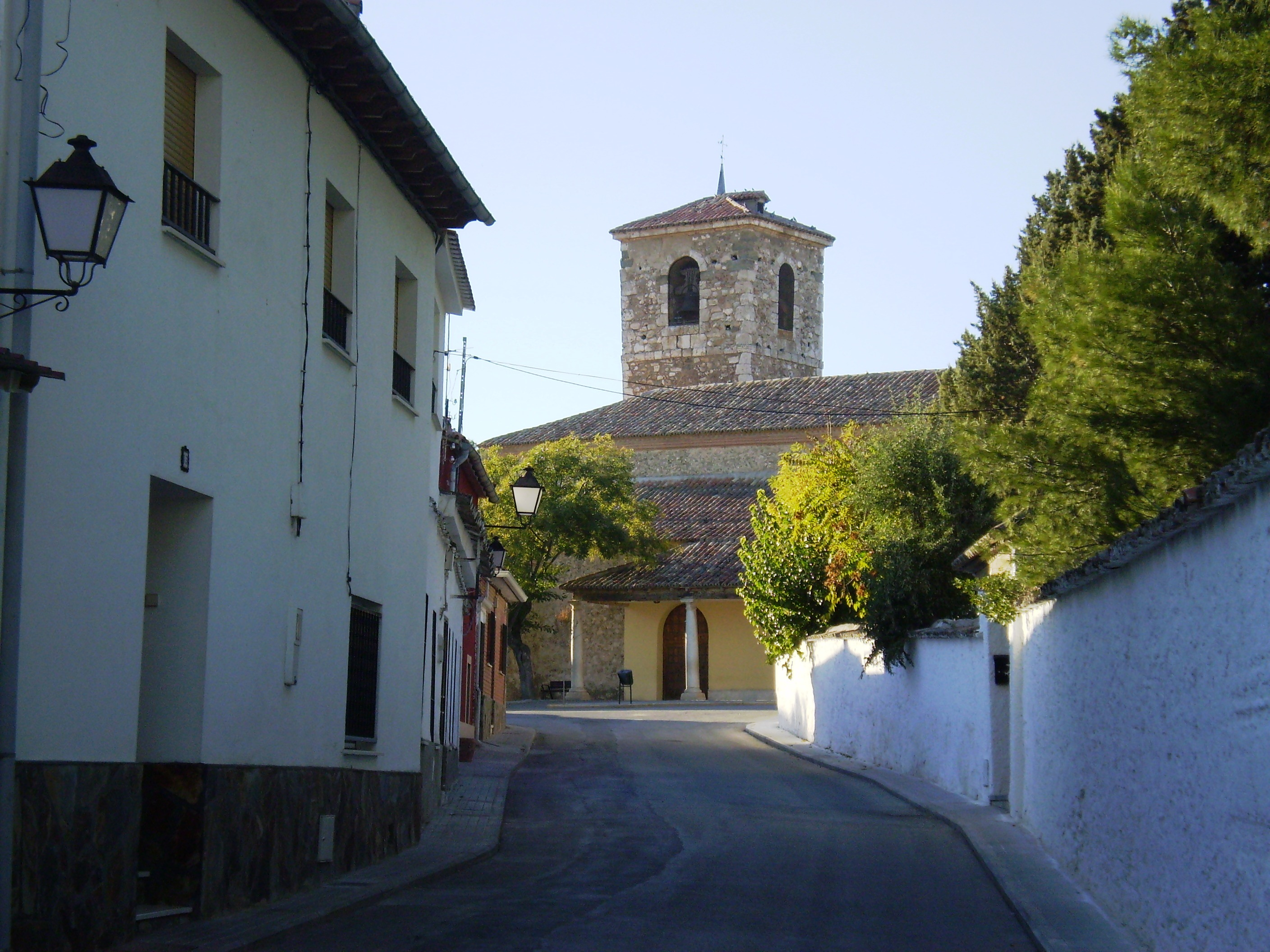
Calle Mayor

En 2015, el producto interior bruto municipal fue de 29 419 euros, que se distribuía sectorialmente del siguiente modo: un 11,26 % para la industria, un 4,22 %  para la construcción, un 52,55% para los servicios financieros y otros, un 27,72 % para los servicios de hostelería y distribución y un 4,23 % para la agricultura.
El indicador de renta disponible bruta per cápita para el año 2016 fue de 11 326,49€, inferior tanto al de la zona, de 13 546,10€, como al de la Comunidad de Madrid, de 18 854,71€.
El sector de la construcción fue el de mayor crecimiento en los últimos años. De hecho, Fuentidueña de Tajo es uno de los municipios madrileños donde más ha crecido porcentualmente el precio del metro cuadrado (un incremento de un 11,96% en 2006), hasta situarse en 1850 euros en el citado año. Este auge de la construcción se explica por la cercanía de Fuentidueña de Tajo a la carretera A3, que prácticamente bordea su caserío, lo que favorece las comunicaciones con la capital. Se trata de una tendencia común a los pueblos situados en un radio de 50/60 km del centro de Madrid —sobre todo los que están próximos a alguna de las seis autovías radiales de la región—, mediante la cual se está perfilando un nuevo anillo metropolitano.

## Transporte público
Fuentidueña de Tajo dispone de cinco líneas de autobús, así como varios de los servicios diarios de la línea Cuenca-Madrid - Madrid-Cuenca, operada por Avanza. Dos de las líneas comienzan o finalizan su recorrido en la céntrica Ronda de Atocha, mientras que los servicios de Avanza, tienen como cabecera o destino final la estación sur de autobuses de Madrid. Las líneas son:
| Línea | Recorrido                                                                        |
| ----- | -------------------------------------------------------------------------------- |
| 350B  | Arganda del Rey (Hospital) - Villarejo de Salvanés - Fuentidueña - Villamanrique |
| 350C  | Arganda del Rey (Hospital) – Belmonte de Tajo                                    |
| 352   | Madrid (Ronda de Atocha) - Villarejo - Fuentidueña - Tarancón                    |
| 353   | Madrid (Ronda de Atocha) – Villamanrique - Santa Cruz de la Zarza                |
| 355   | Fuentidueña de Tajo - Centro Penitenciario - Estremera                           |

Todas las líneas están operadas por Empresa Ruiz, S.A.

## Símbolos
El escudo heráldico y la bandera que representan al municipio fueron aprobados oficialmente el 19 de marzo de 1990. El escudo se blasona de la siguiente manera:

De oro, una faja ondeada de azur, surmontada de un castillo almenado, mazonado de sable y aclarado de azur.
Boletín Oficial de la Comunidad de Madrid nº 138 de 9 de junio de 1990

La descripción textual de la bandera es la siguiente:

Amarilla, con el Escudo municipal en el centro.
Boletín Oficial de la Comunidad de Madrid nº 138 de 9 de junio de 1990

## Mancomunidad del Sureste
El pueblo de Fuentidueña de Tajo está integrado en la Mancomunidad Intermunicipal del Sureste de la Comunidad de Madrid (MISECAM), organismo constituido en 1984, cuyo principal objetivo es la puesta en marcha de servicios comunes para las localidades de la comarca suroriental.
Además de Fuentidueña, están incluidos en esta mancomunidad los municipios de Belmonte de Tajo, Brea de Tajo, Carabaña, Estremera, Orusco de Tajuña, Perales de Tajuña, Tielmes, Valdaracete, Valdelaguna, Valdilecha, Villamanrique de Tajo y Villarejo de Salvanés.

## Educación
En Fuentidueña de Tajo hay una guardería (de carácter público) y un colegio público de educación infantil y primaria.

## Patrimonio

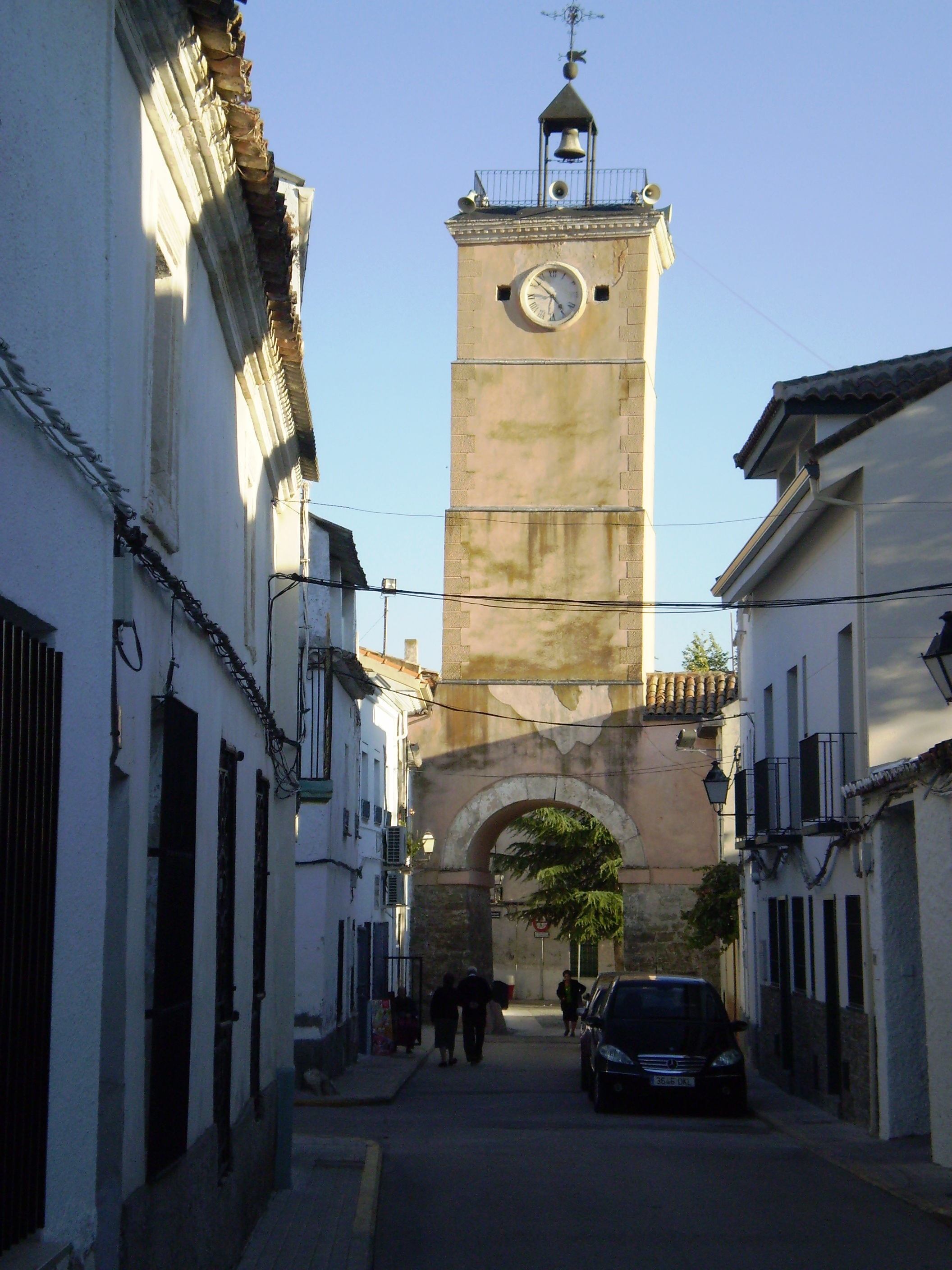
Torre del Reloj.

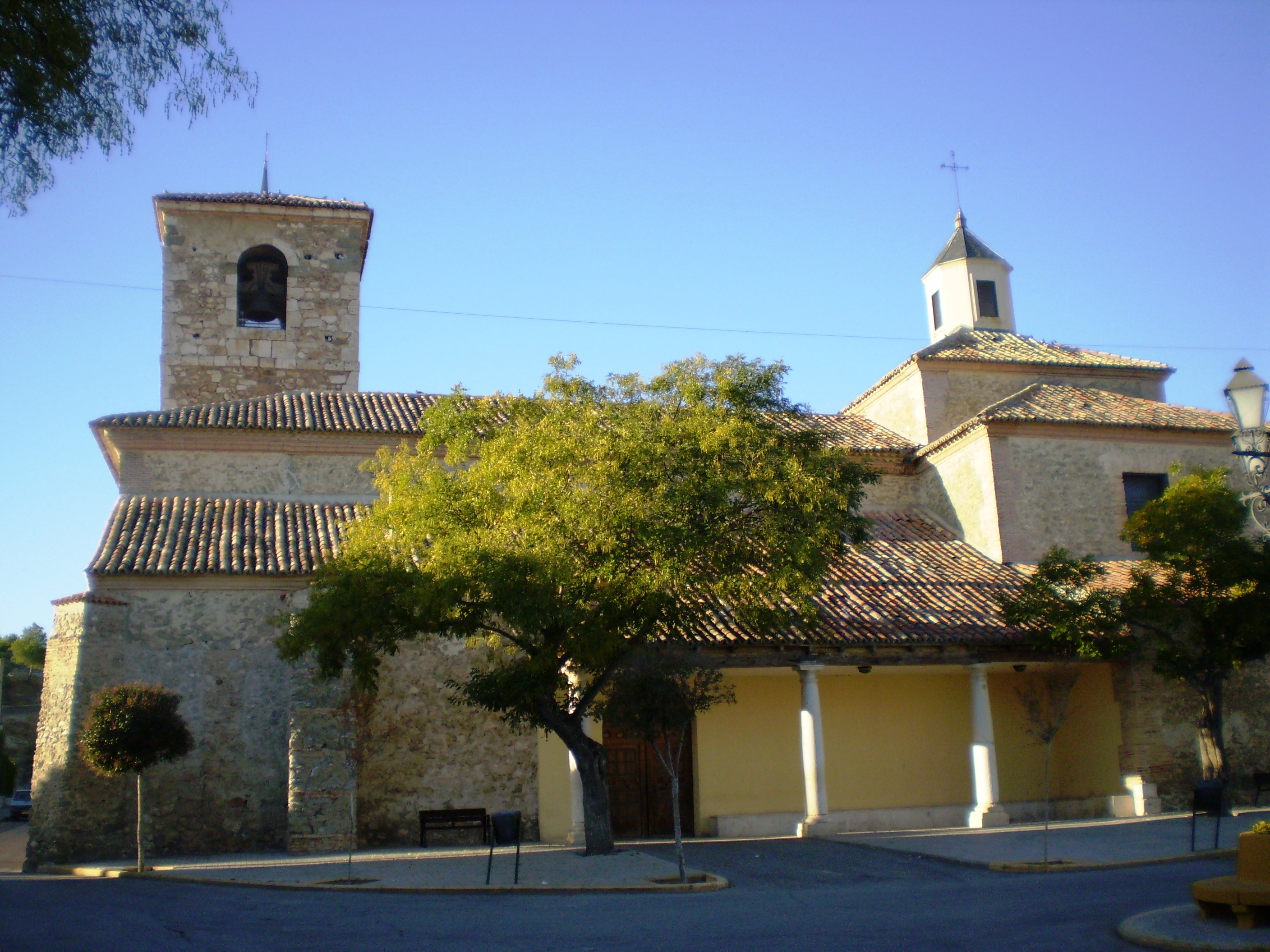
Iglesia de San Andrés Apóstol.

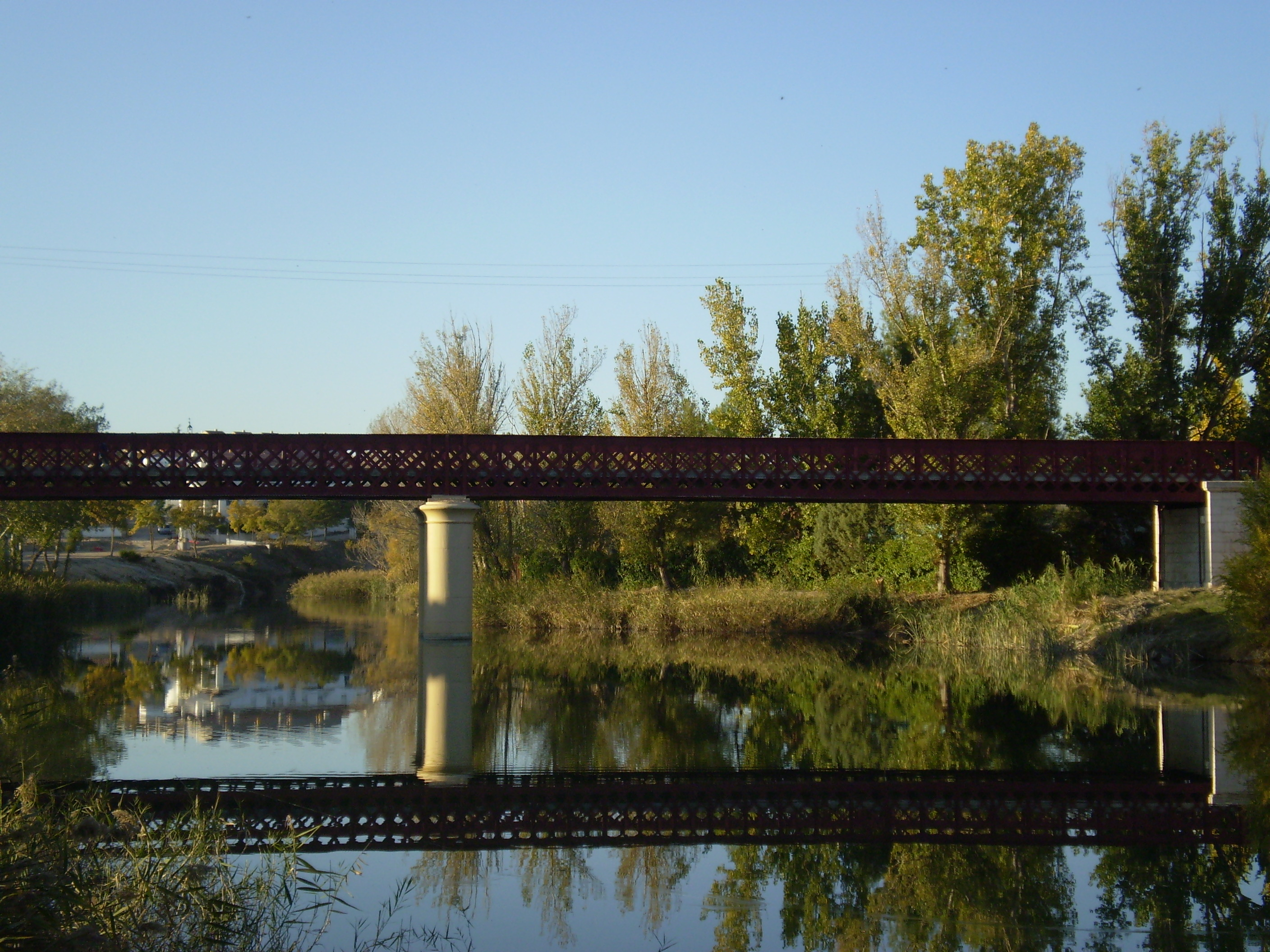
Puente de Fuentidueña, del, sobre el río Tajo.

Fuentidueña de Tajo cuenta con un relevante patrimonio histórico-artístico. Asimismo, alberga algunos espacios naturales de interés, principalmente en las riberas del río Tajo.
- Torre del Reloj. Unida al edificio del Ayuntamiento, está construida sobre un arco, bajo el cual pasa la calle Mayor. En su parte superior se encuentra el Reloj de la Villa, cuya maquinaria es una de las más antiguas de la Comunidad de Madrid.
- Plaza de la Constitución. De forma cuadrangular, al estilo de las plazas castellanas, presenta edificios de dos plantas encalados, de teja árabe y con balcones de forja. Está presidida por el Ayuntamiento, donde se conserva un antiguo blasón de piedra.
- Torre de los Piquillos. El antiguo castillo de Santiago, conocido en la actualidad como Torre de los Piquillos, Torre de Doña Urraca o, sencillamente, como castillo de Fuentidueña de Tajo, se encuentra en estado ruinoso. Está situado junto a la A3, en lo alto de un cerro, desde donde domina el pueblo. Aún se mantienen en pie un muro, la cara exterior de la torre del homenaje y parte de varias torres. Construido en el siglo XII y reformado en el siguiente, alcanzó una gran importancia durante la Reconquista cristiana. En el siglo XV, pasó a manos de la Orden de Santiago. Por la fortaleza han desfilado personajes históricos como Doña Urraca, Alfonso VI, Alfonso VIII, Pedro Manrique —quien estuvo encarcelado en sus dependencias— y Álvaro de Luna —igualmente prisionero—.
- Iglesia de San Andrés Apóstol. Fue construida en 1175 como una pequeña capilla, que ha ido ampliándose sucesivamente hasta conformar una iglesia de tres naves. Su aspecto actual corresponde al siglo XVII, si bien la torre puede datar de mucho antes. Alberga un retablo barroco, presidido por una pintura de San Andrés, patrón del pueblo, junto con Nuestra Señora de Alarilla, la patrona.
- Ermita de Alarilla. Construida sobre el solar de la antigua fortaleza de la Alarilla, donde, según la tradición, se apareció la Virgen de Alarilla a un pastor.
- Puente de Fuentidueña. Construido en hierro, fue encargado por la antigua Diputación Provincial de Madrid al ingeniero José de Echevarría. Se inauguró en 1871.
- Fuente Salobre o Fuente de la Dueña. Fuente de un único caño y pilón de piedra, sus aguas proceden de un manantial próximo, situado tras una bóveda. Reformada en el siglo XIX, sus orígenes se remontan a tiempos de Doña Urraca.
- Necrópolis visigoda. Restos de un poblado visigodo, situados junto a la Cañada Real Soriana.
- Casas cueva. Las viviendas en cueva son habituales al sureste de la Comunidad de Madrid. Fuentidueña conserva algunas muestras en su periferia, que se utilizan en la actualidad como segundas residencias.
- Remanso de la Tejera. Se trata de un remanso del río Tajo, donde se puede encontrar vegetación de ribera y una gran variedad de aves. Era un lugar de descanso de los pastores durante la trashumancia.
- Cañada Real Soriana. Esta vía pecuaria, que atraviesa la península ibérica de nordeste a sudoeste, cruza el término municipal.

## Fiestas y torneos

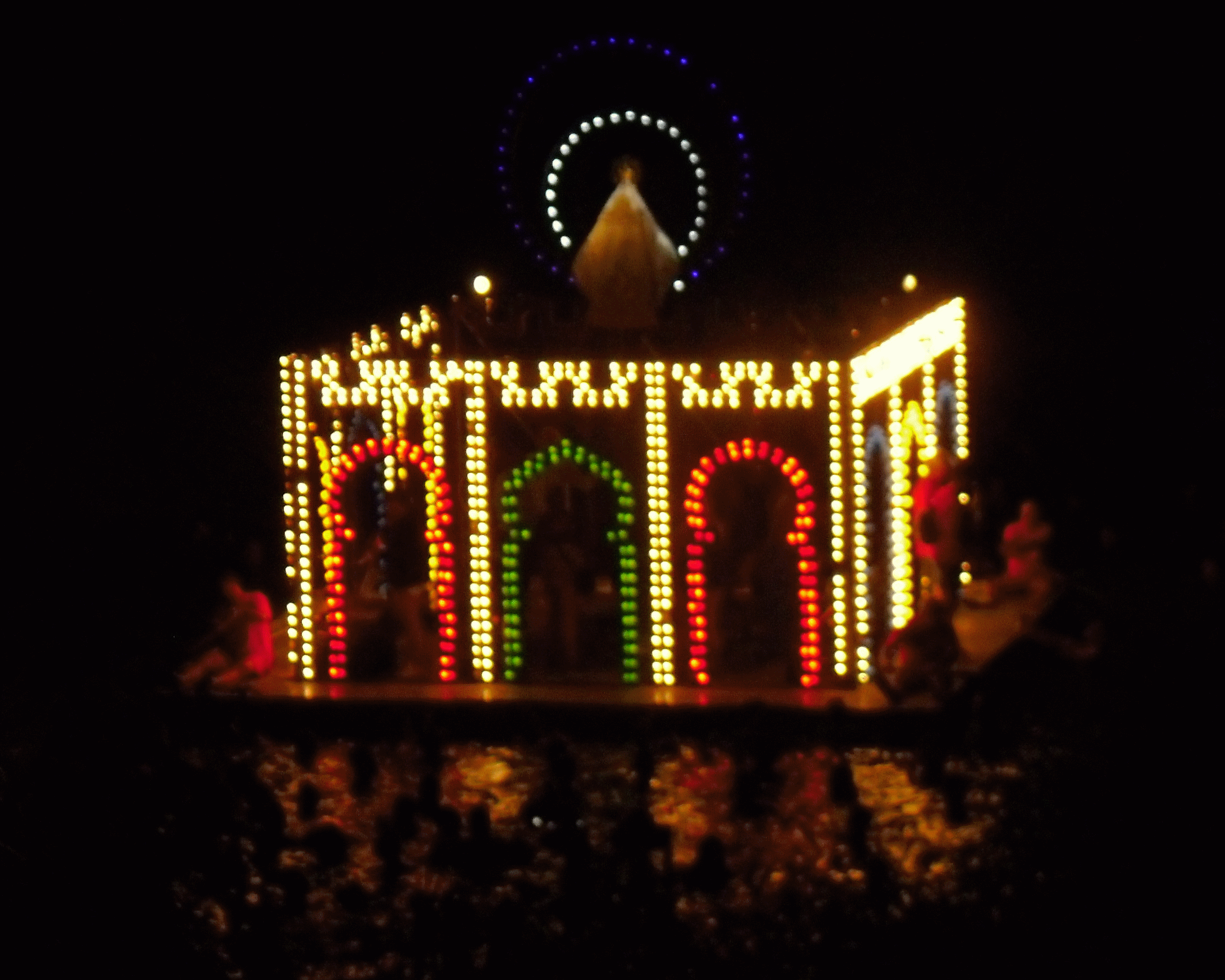
Imagen de la procesión fluvial (Embarcación) a la Virgen de Alarilla.

La Embarcación de Nuestra Señora la Virgen de Alarilla, festejo declarado de Interés Turístico por la Comunidad de Madrid en 2001, tiene lugar cada sábado del segundo fin de semana de septiembre. El acto está precedido de una romería, en la que los vecinos del pueblo portan la imagen de la Virgen hasta la ermita de Alarilla, en conmemoración de una tradición que sitúa sobre este lugar la aparición de la talla. Al anochecer, se desfila en procesión, a la luz de antorchas, para posteriormente celebrarse la Embarcación, sobre el río Tajo.
Además de estos festejos, el pueblo celebra las fiestas de San Andrés el último fin de semana de noviembre, donde tiene lugar la Hoguera de San Andrés, que se prende cerca de la Fuente Salobre o de la Dueña. A primeros de septiembre, el pueblo organiza un Mercado Medieval, así como un festival de música folk. Asimismo, en verano se celebra el Maratón de fútbol sala, y otros torneos deportivos durante las fechas previas a las fiestas mencionadas.